# Carmen Reinhart
Carmen M. Reinhart, geboren als Carmen Castellanos (Havana, 7 oktober 1955), is een Amerikaans econoom en hoogleraar.
Zij studeerde economie en filosofie, eerst aan de Florida International University en later de Columbia-universiteit. In 1982 trad zij als econoom in dienst bij Bear Stearns, waar zij 3 jaar later hoofdeconoom werd. Nadien werkte ze voor het Internationaal Monetair Fonds, en in diverse academische functies. Prof. Reinhart is gehuwd met econoom Vincent Reinhart, en heeft een zoon.

## Publicaties
Prof. Reinhart schreef tal van wetenschappelijke artikels en een reeks boeken over economisch-financiële onderwerpen, en onder meer: 
- Reinhart, Carmen, Vincent Reinhart. "The Crisis Next Time: What We Should Have Learned from 2008." Foreign Affairs 97.6 (november/december 2018): 84-97.
- Reinhart, Carmen M., Vincent Reinhart, Christoph Trebesch. "Global Cycles: Capital Flows, Commodities, and Sovereign Defaults, 1815–2015." The American Economic Review 106.5 (mei 2016): 574-580.
- Reinhart, Carmen M., Christoph Trebesch. "Sovereign Debt Relief and Its Aftermath." Journal of the European Economic Association 14.1 (februari 2016): 215-251.
- Reinhart, Carmen M., Christoph Trebesch. "The International Monetary Fund: 70 Years of Reinvention." The Journal of Economic Perspectives 30.1 (januari 2016): 3-27.
- Kenneth Rogoff, Carmen Reinhart. (2010)[2] American Economic Review 100.2: 573–78.
- Graciela Kaminsky, Carmen Reinhart. (1999)[3]. American Economic Review, 473–500.
- Kenneth Rogoff, Carmen Reinhart. (2009). This Time is Different: Eight Centuries of Financial Folly. Princeton University Press. ISBN 9780691152646

## IMF en Wereldbank
In 2001 werd Reinhart door hoofdeconoom Kenneth Rogoff aangetrokken als adjunct-hoofdeconoom.
Ondanks de controverse rond de paper "Growth in a Time of Debt" gold Reinhart in 2020 nog steeds als een wereldautoriteit inzake schuldencrisissen, vooral na haar onderzoek rond de kredietcrisis van 2008. Het is in die kwaliteit dat zij in mei 2020 werd benoemd als nieuwe hoofdeconoom bij de Wereldbank, een functie die zij op 15 juni 2020 opnam.
- Bibsys: 90839001
- Bibliothèque nationale de France: cb130202921 (data)
- Catàleg d'autoritats de noms i títols de Catalunya: 981058510226206706
- CiNii: DA0962766X
- Gemeinsame Normdatei: 128390883
- International Standard Name Identifier: 0000 0003 5580 050X
- Library of Congress Control Number: no92022371
- Mathematics Genealogy Project: 210863
- Bibliotheek van het Japanse parlement: 01224976
- Nationale Bibliotheek van Tsjechië: vse2011626445
- Nationale Bibliotheek van Israël: 987007429016605171
- Nationale en Universitaire bibliotheek Zagreb: 000496813
- Nederlandse Thesaurus van Auteursnamen: 136591000
- Réseau des bibliothèques de Suisse occidentale: 02-A006264550
- Système universitaire de documentation: 057232083
- Virtual International Authority File: 162896463
- WorldCat: E39PBJm9bQ96TdXcRYfKVY9qwC